# カワサキ・ニンジャZX-4R
ニンジャ・ZX-4R（ニンジャ・ゼットエックスフォーアール）は、カワサキモータースが生産・販売している400㏄のオートバイである。

## 概要
ZX-4Rは、日本国外で発表された後、日本でも2023年2月以降、各国で導入されると発表された。日本に導入されるのはZX-4R SE、ZX-4R RR KRT EDITION、ZX-4RR 40th ANNIVERSARY EDITONの3種である。ニンジャZX-25Rの開発段階から400㏄エンジンを搭載することも前提で開発された。カワサキの400㏄4気筒オートバイは登場は2000年まで生産されていたZXR400/R以来、約23年ぶりである。また、ホンダCB400スーパーフォアが2022年をもって生産終了したことから、現行車種ではZX-4Rが唯一の400㏄4気筒オートバイとなる。
400㏄クラスのZX-4Rが発売されたことで、カワサキは1000㏄クラスのZX-10R、600㏄クラスのZX-6R、250㏄クラスのZX-25Rと、日本の主要排気量クラスですべて4気筒エンジン搭載のオートバイが揃うことになり、これはカワサキのみである。